# アルキルアセチルグリセロホスファターゼ
アルキルアセチルグリセロホスファターゼ(Alkylacetylglycerophosphatase、EC 3.1.3.59)は、以下の化学反応を触媒する酵素である。
1-アルキル-2-アセチル-sn-グリセロ-3-リン酸 + 水{\displaystyle \rightleftharpoons }1-アルキル-2-アセチル-sn-グリセロール + リン酸
従って、この酵素の基質はアルキルアセチルグリセロリン酸と水の2つ、生成物はアルキルアセチルグリセロールとリン酸の2つである。
この酵素は加水分解酵素、特にリン酸モノエステル加水分解酵素に分類される。系統名は、1-アルキル-2-アセチル-sn-グリセロ-3-リン酸 ホスホヒドロラーゼ(1-alkyl-2-acetyl-sn-glycero-3-phosphate phosphohydrolase)である。他に1-alkyl-2-lyso-sn-glycero-3-P:acetyl-CoA acetyltransferase、alkylacetylglycerophosphate phosphatase等とも呼ばれる。この酵素は、アルキルグリセロールの代謝に関与している。